# ステファン・ボナー
ステファン・ボナー（Stephan Bonnar、1977年4月4日 - 2022年12月22日）は、アメリカ合衆国インディアナ州マンスター出身の男性総合格闘家。ワン・キックス・ジム所属。ブラジリアン柔術黒帯。テコンドー黒帯。
UFCと同じズッファが運営する「WEC」では解説者を務めていた。

## 来歴
格闘技が好きで10歳でレスリング、12歳でテコンドーを始めた。20歳を過ぎてからはブラジリアン柔術、ボクシング、ムエタイを学んだ。
2001年11月10日、プロデビュー戦となったIronheart Crown3ヘビー級トーナメントで優勝を果たした。
2003年9月13日、Jungle Fight 1でLYOTOと対戦し、1RカットによるTKO負けを喫した。

### TUF
2005年1月、リアリティ番組「The Ultimate Fighter 1」に参加。ライトヘビー級を生き残り、4月9日のトーナメント決勝でフォレスト・グリフィンに激闘の末に判定で敗れ、準優勝となった。

### UFC
2006年8月26日、UFC 62でフォレスト・グリフィンと再戦し、判定負け。試合後の薬物検査で陽性となり、サスペンドを受けた。
2007年7月7日、復帰戦となったUFC 73でマイク・ニッケルズと対戦し、チョークスリーパーで一本勝ち。
2010年2月20日、オーストラリアで開催されたUFC 110でクシシュトフ・ソシンスキーと対戦し、カットによるドクターストップでTKO負け。UFC3連敗となった。7月3日、UFC 116のソシンスキーとの再戦では顔面への膝蹴りでダウンさせてからのパウンドでTKO勝ちを収め、リベンジに成功した。ファイト・オブ・ザ・ナイトを受賞した。
2012年10月13日、UFC 153でアンデウソン・シウバとライトヘビー級ワンマッチで対戦。1Rにボディへの膝蹴りで倒された所にパウンドを浴び、TKO負け。試合後、薬物検査で禁止薬物のステロイドの陽性反応が出た事が発表される。ボナーはこの試合を最後に引退する事となった。

### Bellator
2014年11月15日、2年1か月ぶりの復帰戦およびBellator初参戦となったBellator 131でティト・オーティズと対戦し、1-2の判定負けを喫した。
2022年12月22日、45歳で死去。死因は心臓の合併症と推定されていたが、後にクラーク郡検視局によって、ボナーがフェンタニルのオーバードーズで死亡したことが明らかになった。

## 戦績

### 総合格闘技
| 総合格闘技 戦績 | 総合格闘技 戦績 | 総合格闘技 戦績 | 総合格闘技 戦績 | 総合格闘技 戦績 | 総合格闘技 戦績 | 総合格闘技 戦績 |
| --------------- | --------------- | --------------- | --------------- | --------------- | --------------- | --------------- |
| 24 試合         | (T)KO           | 一本            | 判定            | その他          | 引き分け        | 無効試合        |
| 15 勝           | 3               | 7               | 5               | 0               | 0               | 0               |
| 9 敗            | 3               | 0               | 6               | 0               | 0               | 0               |

| 勝敗 | 対戦相手                   | 試合結果                                 | 大会名                                                            | 開催年月日     |
| ×    | ティト・オーティズ         | 5分3R終了 判定1-2                        | Bellator 131: Tito vs. Bonnar                                     | 2014年11月15日 |
| ×    | アンデウソン・シウバ       | 1R 4:40 TKO（ボディへの膝蹴り→パウンド） | UFC 153: Silva vs. Bonnar                                         | 2012年10月13日 |
| ○    | カイル・キングスベリー     | 5分3R終了 判定3-0                        | UFC 139: Shogun vs. Henderson                                     | 2011年11月19日 |
| ○    | イゴール・ポクライェク     | 5分3R終了 判定3-0                        | The Ultimate Fighter: Team GSP vs. Team Koscheck Finale           | 2010年12月4日  |
| ○    | クシシュトフ・ソシンスキー | 2R 3:08 TKO（膝蹴り→パウンド）           | UFC 116: Lesnar vs. Carwin                                        | 2010年7月3日   |
| ×    | クシシュトフ・ソシンスキー | 3R 1:04 TKO（ドクターストップ）          | UFC 110: Nogueira vs. Velasquez                                   | 2010年2月20日  |
| ×    | マーク・コールマン         | 5分3R終了 判定0-3                        | UFC 100                                                           | 2009年7月11日  |
| ×    | ジョン・ジョーンズ         | 5分3R終了 判定0-3                        | UFC 94: St-Pierre vs. Penn 2                                      | 2009年1月31日  |
| ○    | エリック・シェイファー     | 2R 2:47 TKO（パウンド）                  | UFC 77: Hostile Territory                                         | 2007年10月20日 |
| ○    | マイク・ニッケルズ         | 1R 2:14 チョークスリーパー               | UFC 73: Stacked                                                   | 2007年7月7日   |
| ×    | フォレスト・グリフィン     | 5分3R終了 判定0-3                        | UFC 62: Liddell vs. Sobral                                        | 2006年8月26日  |
| ×    | ラシャド・エヴァンス       | 5分3R終了 判定0-2                        | Ultimate Fight Night 5                                            | 2006年6月28日  |
| ○    | キース・ジャーディン       | 5分3R終了 判定3-0                        | Ultimate Fight Night 4                                            | 2006年4月6日   |
| ○    | ジェームス・アーヴィン     | 1R 4:30 チキンウィングアームロック       | Ultimate Fight Night 3                                            | 2006年1月16日  |
| ○    | サム・ホーガー             | 5分3R終了 判定3-0                        | Ultimate Fight Night 1                                            | 2005年8月6日   |
| ×    | フォレスト・グリフィン     | 5分3R終了 判定0-3                        | The Ultimate Fighter 1 Finale 【ライトヘビー級トーナメント 決勝】 | 2005年4月9日   |
| ○    | ショーン・サリー           | 1R 2:28 三角絞め                         | Ironheart Crown 7: The Crucible                                   | 2004年6月5日   |
| ○    | ウィリアム・ヒル           | 1R TKO（パンチ連打）                     | Total Fight Challenge 1                                           | 2004年4月24日  |
| ○    | ブラッド・リンド           | 1R 4:10 チョークスリーパー               | Ironheart Crown 6: Inferno                                        | 2003年11月22日 |
| ×    | LYOTO                      | 1R 4:21 TKO（ドクターストップ）          | Jungle Fight 1                                                    | 2003年9月13日  |
| ○    | テリー・マーティン         | 10分1R終了 判定3-0                       | Maximum Fighting Challenge                                        | 2002年9月7日   |
| ○    | ジェイ・マッセイ           | 1R 1:09 ギロチンチョーク                 | Ultimate Athlete 1: The Genesis                                   | 2002年1月27日  |
| ○    | ジョシュ・クルーガー       | 1R 2:55 腕ひしぎ十字固め                 | Ironheart Crown 3: Exodus 【ヘビー級トーナメント 決勝】           | 2001年11月10日 |
| ○    | ブライアン・エバーソール   | 1R 0:51 ギロチンチョーク                 | Ironheart Crown 3: Exodus 【ヘビー級トーナメント 1回戦】          | 2001年11月10日 |

### 総合格闘技エキシビション
| 勝敗 | 対戦相手             | 試合結果                 | 大会名                 | 開催年月日     |
| ○    | マイク・スウィック   | 1R 4:58 腕ひしぎ十字固め | The Ultimate Fighter 1 | 2004年11月2日  |
| ○    | ボビー・サウスワース | 5分2R終了 判定2-1        | The Ultimate Fighter 1 | 2004年10月17日 |

## 獲得タイトル
- IHC 3ヘビー級トーナメント 優勝（2001年）

## 表彰
- UFC ファイト・オブ・ザ・ナイト（1回）
- UFC ファイト・オブ・ザ・イヤー（2005年）
- UFC 殿堂入り（2013年）